# 自动对焦
自动对焦（Auto Focus，有时简称AF）是指20世纪60年代发展起来的一种应用于照相机的技术。自动对焦是一个复杂的光电一体化过程。

## 历史
在大约1960到1973年间，徕兹公司为自动对焦和相应的传感器阵列技术申请了专利。在1976年的photokina，徕兹也展出了基于之前技术开发的产品“Correfot”；而到了1978年他们则展示了具备自动对焦全功能的单反相机，而其后进展甚缓。
世界上第一台量产的自动对焦民用相机或许可追溯到柯尼卡 C35 AF—— 于1977年发布的一台便携式PS机。而随后于1978年发布的宝丽来SX-70则是一台自动对焦的单反机型。1981年宾得的ME-F这是使用机内传感器与带镜头马达的35mm规格自动对焦单反相机；稍后在1983年，由尼康推出的F3AF则是类似前者自动对焦机型。
时间到了1985年，美能达公司则发布了第一套完整的可换镜头自动对焦单反系统——Minolta AF，以Minolta 7000为代表，可以推动相关的Minolta AF镜头群实现自动对焦。紧随其后，尼康和宾得推出了自己的自动对焦系统，同时保持了对于之前系统镜头的兼容性；而更迟一些，在1987年发布的佳能EOS系统让镜头配置马达以控制光圈与自动对焦，机身则仅传递电子信号。

## 自动对焦原理
用相机上的光电传感器将物体反射的光接受，根据相机内部芯片的计算与处理，最后由电动对焦装置对焦。
而根据探测的属性可以进行如下分类：

### 主动式（测距式）

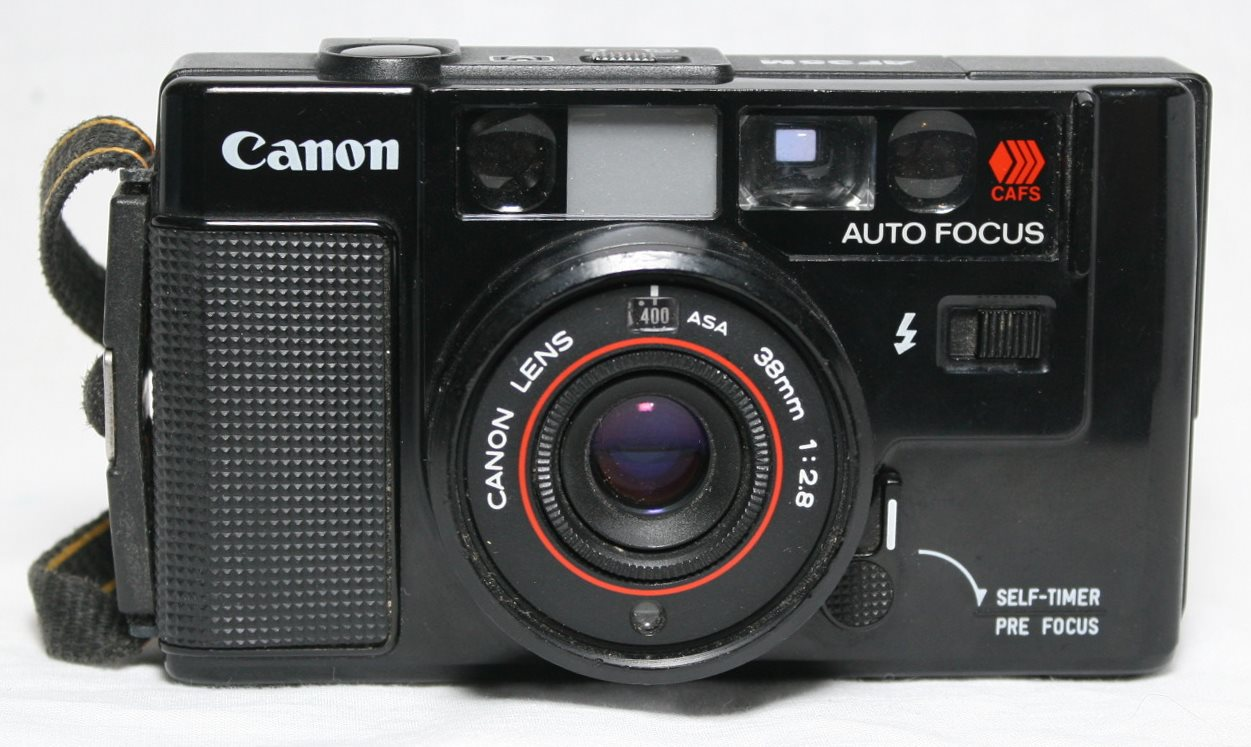
佳能AF35M，主动式自动对焦

机身对被摄体发射红外线、超声波或激光，然后接受反射回波，进行测距，然后对于镜头对焦进行干预。例如宝丽来的著名机型Polaroid SX-70便是如此操作，而一些紧凑型相机，如尼康35TiQD与28TiQD，佳能AF35M以及康泰时T2与T3即采用这类主动式对焦策略。
- 优点：可以用于细线条物体和动体，也可以在低反差，弱光下对焦。

### 被动式（镜后式）
被动式的对焦就需要光学系统接受被摄体自身的反光以进行检测，属于TTL（英語：Through The Lens）的检测。被动式的自动对焦通常有相位对焦（Phase Detection）和反差对焦（Contrast Detection）两种策略。
- 优点：不需发射系统，耗能小。可以在逆光下或透过玻璃对焦。

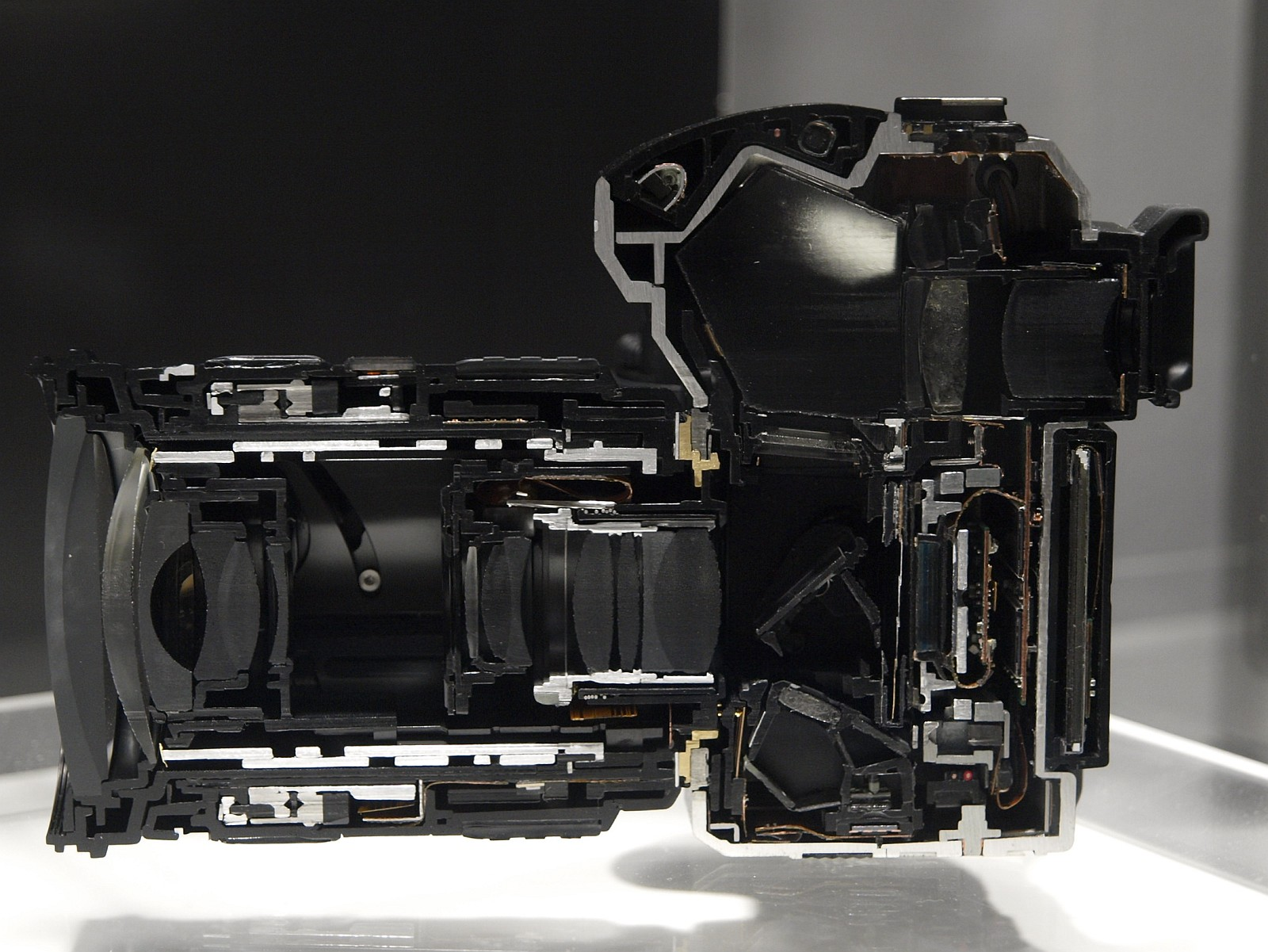
奥林巴斯E-3的侧剖图，反光镜箱下方即为传感器所在

#### 相位对焦
相位对焦也被简称为相位检测对焦（英語： Phase Detection Auto Focus，PDAF），主要实现是基于将进入镜头的光线投射到相位检测传感器上，传感器对镜头径向两方的光线进行对比。
相位对焦结构在单反相机上的实现通常需要分光鏡以分离光束，通常是位于半透明的主反光镜（Reflex Mirror）后的一片副反光镜（Sub Mirror）将光线投射到位于相机机身底部的AF传感器上；而使用固定式半透镜（Pellicle Mirror）的机型，例如索尼的SLT则略有不同。
- 内嵌相位对焦点

2010年，富士胶片在成像传感器上镶嵌相位对焦传感器，代表机型为F300EXR。核心技术在于使用传感器上的成对像素点，对其进行半遮蔽处理，使其构成相位检测点。该技术之后也被索尼、东芝和Aptina等图像传感器制造商应用，使得如数码无反机型也可以实现相位对焦。

#### 反差对焦
反差对焦也被称为对比度检测对焦，对比度对焦（英語：Contrast Detection Auto Focus，CDAF），主要是通过在图像中对焦主体对比度信息的调整过程中，检出最高对比度所在，即为判定合焦。
对比度对焦通常并不需要分光设备，所以布置与操作更加灵活。一些数码单反在自己的实时取景（LiveView）模式下利用主传感器进行对比度对焦，盖因抬起了反光板而无法启用相位对焦设备。
在21世纪的10年代部分数码无反机型上率先出现的峰值对焦（Focus Peaking）模式，本质就是将对比度检测过程可视化，然后交由用户判定对比度峰值，对于使用手动对焦有很大帮助。

#### AF辅助灯
也称自动对焦辅助灯（英語：Autofocus Assist lamp），负责在光线不足的环境下，为照相机的对焦系统照明被摄物体，使对焦系统能准确对焦。此辅助灯体积小亮度低，只能照亮几米远的被摄物，仅适用于合焦位置不远的情况。

## 自动对焦相关的分支
自动对焦的诞生和大面积应用，也催生了一些相关性的技术或话题：

### 陷阱对焦
陷阱对焦（Trap Focus、Focus Trap或catch-in-focus）指的是设定好镜头对焦距离，当相机检测有物体进入该焦平面时，自动释放快门捕捉画面的拍摄方式。这样的拍摄可以在运动或者野生动物拍摄着中有显著帮助。可追溯的最早具备陷阱对焦功能的机型为Yashica 230 AF；而现今机型中，宾得的数码单反较多具备该功能，而佳能EOS机型，通过第三方固件，例如魔灯固件（Magic Lantern）亦可实现该功能。

### 峰值对焦
峰值对焦（Focus Peaking）并不是一种完整的自动对焦技术，而是数码相机通过实时取景或电子取景器展现画面，进行边缘检测并且以斑纹（Zebra）方式可视化展现物体的对比度，而由用户通过目测来判断是否合焦以进行快门释放动作的一种对焦方式。

### 数码裂像
数码裂像是一种模拟裂像对焦屏的辅助对焦方式，与峰值对焦一样都不是完整的自动对焦技术。然而该技术需要内嵌有相位对焦点支持，最早实现该功能的机型为富士X100S。

### 跑焦
跑焦自造词，也有称作失焦或不合焦，泛指合焦失败。指的是一种相机自动对焦失败而释放快门的现象。以原理而言，对于单反构造的自动对焦相机，通常相位检测单元与焦平面于物理上并不一致，如装配精度不足（如反光镜偏移）而造成可能的经常性跑焦。对于数码相机如大逆光或纯色对象，自动对焦无法正常工作的情况，一般称作失焦或不合焦。